# 篮板球

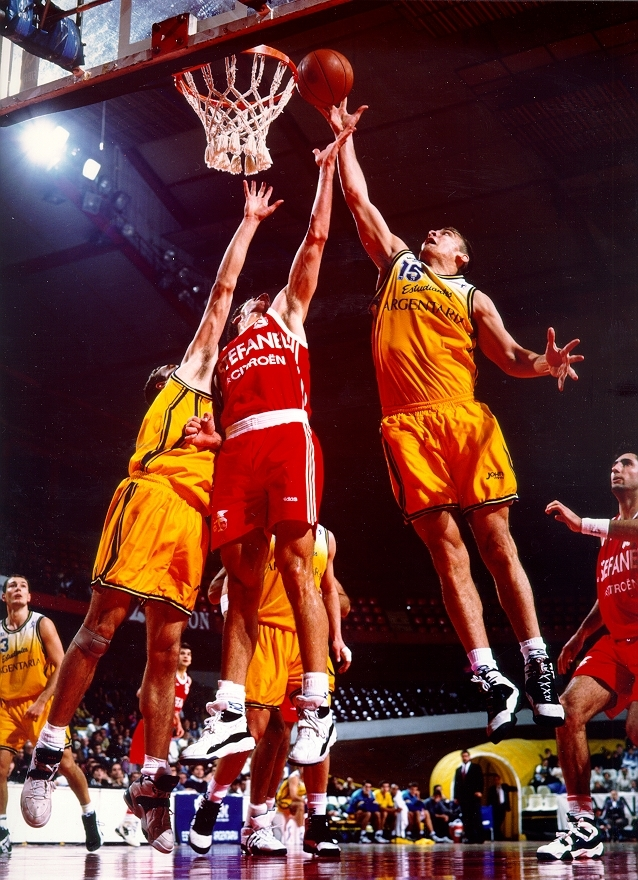
三名球員搶籃板球

篮板球（英語：Rebound）是指在籃球比賽中，出手不進的球便會產生一個篮板球。無論是遭到封阻之後還是罰球不進，每次沒有命中的出手後之得球權都算在其中。

## 介紹
籃板球分成兩類，一類是球權在籃板球之後有所轉換的「防守籃板」，一類是球權無轉換且仍保留在進攻方手中的「進攻籃板」。然而並非所有的出手不進都會重新讓24秒進攻時間重調，像是NBA的規則為球權沒有轉換或是球無觸框時，都不會重新計算進攻時間，而NBA是在1970-71年球季才開始有正式分開紀錄進攻與防守籃板。
籃板紀錄並非每一個都會被列入個人紀錄中，對於球權掌握難以判斷的籃板球則會被列入為「團隊籃板」，例如罰球兩次的第一罰不進，該球為不可搶的籃板球，此球會被列為攻方的團隊籃板（NCAA的非出手犯規或一加一罰球不屬此例）。當籃底下爭搶激烈但未有哪一方球員真正掌握球權時，球被碰出界外，或者是攻方投出籃外空心球而直接出界等等，由於無法確認哪位球員掌握球權，如此都會紀錄為團隊籃板。
搶奪籃板球的要素是球員的高度、彈跳力、力量和位置感，雖然許多中鋒和大前鋒的籃板球成績較高，但一些相對於比較矮小的內線球員如NBA的巴克利和丹尼斯·羅德曼靠著敏捷的反應和技術也有不俗的籃板球數據。NBA歷史上奪得最多籃板球的球員是威爾特·張伯倫，共取得23,924個籃板球，平均每場22.9球。1960年11月24日在对阵凯尔特人的比賽中，他還單場搶下55個籃板球，成為NBA歷史上個人單場最高籃板球紀錄。